# Petteri Orpo
Antti Petteri Orpo, född 3 november 1969 i Kjulo, är en finländsk samlingspartistisk politiker. Sedan 2016 är han partiledare för Samlingspartiet och sedan 2023 landets statsminister.

## Biografi
Orpo är ledamot av Finlands riksdag sedan 2007 och var Finlands finansminister 2016–2019 i Regeringen Sipilä. Från juni 2017 var han även vice statsminister. Han var tidigare Finlands inrikesminister från 2015 och Finlands jord- och skogsbruksminister 2014–2015.
Orpo avlade år 2002 politices magisterexamen och arbetade 2002–2003 som inrikesministerns specialmedarbetare.
I riksdagsvalet 2011 valdes Orpo för en andra mandatperiod i riksdagen med 11 018 röster från Egentliga Finlands valkrets. I november 2012 efterträdde han Jan Vapaavuori som ordförande för Samlingspartiets riksdagsgrupp.
20 juni 2023 valdes Orpo till Sanna Marins efterträdare som statsminister. Han tillträdde efter att Samlingspartiet tidigare i året vunnit riksdagsvalet i Finland.

## Politik
Petteri Orpos politiska åsikter kan sammanfattas som borgerliga och center-höger. Samlingspartiet, som han leder, är ett moderat konservativt parti som betonar ekonomisk liberalism och individuella friheter. Orpo har bland annat varit stark förespråkare för en ansvarsfull finanspolitik, minskad byråkrati och företagarvänliga reformer. I valet 2023 uttryckte han åsikten att statsskulden borde minskas. Han har uttryckt oro över att en alltför snabb omställning till förnybar energi kan leda till högre energipriser för konsumenterna.
Han har även visat stöd för Finlands deltagande i EU och NATO, samt för en hårdare linje gentemot Ryssland. Orpo har också uttryckt oro över migrationen till Finland och krävt hårdare gränskontroller och återvändande av asylsökande som inte beviljas uppehållstillstånd. 

## Utmärkelser
- Krigsinvalidernas förtjänstkors,  2014[7]
- Storkors av Republiken Polens förtjänstorden,  30 mars 2015[8]
- Militärens förtjänstmedalj,  4 juni 2016[9]
- Kommendörstecknet av Finlands Vita Ros’ orden,  6 december 2016[10]
- Finlands idrottskulturs förtjänstmedalj,  26 februari 2022[11]
- Storkorset av Finlands Vita Ros’ orden,  6 december 2024[12]
- Gränsbevakningsväsendets förtjänstkors[13]

[Redigera Wikidata]